# Cotula eckloniana
Cotula eckloniana là một loài thực vật có hoa trong họ Cúc. Loài này được (DC.) Levyns mô tả khoa học đầu tiên năm 1941.